# CDDB
CDDB (abreviação de "Compact Disc Database", traduzida como Base de Dados do Disco Compacto ou ainda Banco de Dados do Disco Compacto) é uma base de dados para aplicativos, permitindo que dado software busque informações sobre discos de áudio (CD ou compact disc) através da Internet. Essa função é feita por um cliente, que calcula a identidade (quase) única do disco e então interroga a base de dados a respeito. Como resultado, o cliente consegue mostrar o nome do artista, o título do CD, a listagem de músicas (faixas), além de outros dados adicionais.
Esta base de dados é usada primacialmente por tocadores de mídia (os chamados media players) e softwares de ripagem de CDs (os chamados CD Ripper, CD grabber ou ainda CD extractor softwares).
A necessidade da CDDB é uma conseqüência direta do design original do CD, concebido como uma evolução do disco de vinil. Como tal, o CD não interpretou as faixas de áudio como sendo arquivos de dados que precisassem ser identificados e indexados. O formato de CD de áudio, portanto, não inclui o nome do disco ou o nome de suas faixas. Por isso uma base de dados suplementar aparece como uma necessidade de fornecer essa informação quando discos são usados por sistemas de mídia modernos. Também foi-se desenvolvido um outro sistema chamado CD-TEXT, que apresenta-se como outra solução para o mesmo problema.

## História
O CDDB foi criado por Ti Kan e Steve Scherf. O código-fonte foi lançado sob a licença GNU, de forma que muitos pudessem enviar informações de CDs acreditando que também suas contribuições fossem permanecer gratuitamente disponíveis a toda a comunidade virtual. Mais tarde, contudo, o projeto foi vendido e as condições da licença foram mudadas. Como resultado, o serviço deixou de ser gratuito, obrigando empresários comerciais a pagar uma "taxa inicial", além de uma taxa de licenciamento baseada no uso de servidores e de suporte. As novas condições da licença incluíam também certos termos que muitos programadores acreditavam ser inaceitáveis: nenhum outro banco de dados da mesma natureza (como o freedb) poderia ser acessado além do CDDB, e o logo do CDDB teria que obrigatoriamente ser mostrado pelo tempo em que o banco de dados fosse acessado.
Em março de 2001 o CDDB foi adquirido pela Gracenote e baniu todas os aplicativos que não possuíssem licença de acesso à sua base de dados. Novas licenças para o CDDB1 (versão original e primária do CDDB) foram descontinuadas, uma vez que havia o desejo de que programadores cambiassem para o CDDB2 (uma nova versão, incompatível com o CDDB1 e, portanto, também com o freedb).
Após a comercialização do CDDB através de seus novos proprietários da Gracenote, muitos aplicativos de mídia migraram para o freedb, apesar de continuarem a se referir ao serviço como 'CDDB', agora interpretado como um termo genérico. Ainda é comum ver que muitos aplicativos referem-se ao CDDB em sua documentação quando, na verdade, os ditos aplicativos estão, de fato, usando o freedb.

## Como funciona o CDDB
O CDDB foi desenvolvido a partir do objetivo de identificar CDs inteiros, ao invés de simples faixas esparsas. O processo de identificação envolve a criação de uma "identidade de disco" (chamada discID), um tipo de "impressão digital" dum dado CD, obtida através da execução de cálculos sobre a informação de duração de faixas armazenada no índice ou sumário do CD. Essa discID é usada ao acessar o banco de dados da Internet, geralmente para baixar os nomes de todas as faixas do disco ou para enviar nomes de faixas para um novo CD ainda não catalogado.
Uma vez que a identificação de CDs baseia-se na duração e ordem das faixas, o CDDB não consegue identificar listagens cuja ordem de músicas tenha sido mudada ou coleções com diferentes músicas de diferentes discos de áudio. O CDDB tampouco é capaz de distinguir entre CDs diferentes que possuam o mesmo número de faixas e cujas faixas possuam a mesma duração.
Críticos afirmam que as listagens do CDDB não são adequadas para a inclusão da correta identificação de gravações de música clássica. Até agora esta problemática não foi adequadamente nem uniformemente endereçada.

## Alternativas
A mudança de licença motivou um novo projeto, freedb, cuja intenção era a de permanecer gratuito. Todavia, no dia primeiro de julho de 2006 os desenvolvedores originais do projeto, joerg (Joerg) e megari (Ari) anunciaram que deixariam o freedb. Às novas sucedeu-se a declaração de kaiser, o dono do domínio, de que o projeto seria suspenso em breve. Um artigo mais recente foi postado em 7 de julho de 2006 afirmando que negociações já estavam em andamento para transferir o projeto freedb a novos proprietários. Em 4 de outubro de 2006 kaiser anunciou que a MAGIX havia adquirido o freedb.
Há um projeto alternativo chamado MusicBrainz que objetiva a melhoria e o aperfeiçoamento do CDDB, transformando-o em algo maior do que uma mera base de dados de CDs. O site do projeto contém também mais informação acerca do CDDB e algumas estatísticas dos bancos de dados do CDDB e do freedb.
Uma outra alternativa comercial para o CDDB é a AMG LASSO. A LASSO teve seu lançamento através da All Media Guide ao final de 2004 e inclui o reconhecimento de tecnologia para CDs, DVDs e arquivos de áudio digital. O Windows Media Player da Microsoft, o Musicmatch Jukebox e a Virgin Digital Megastore adquiriram licenças da companhia.